# Майнер, Уортингтон
Уортингтон Майнер (известный также как Тони Майнер) — американский актёр, режиссёр, продюсер и сценарист. Один из пионеров американского телевидения. Многие его решения используются в телепрограммах и сериалах до сих пор. В 1952 году ушёл с канала CBS на NBC из-за разногласий по поводу его контракта, закончив тем самым одно из известнейших шоу первых десятилетий американского телевидения — Studio One. Однако на NBC он не мог развернуться и воплотить свои задумки в жизнь, поэтому он покинул эту телесеть, разочаровавшись в том пути развития телевидения, который он продвигал.

## Избранная фильмография в качестве продюсера
- The Fool Killer
- Ростовщик

### Телепроекты
- The Iceman Cometh[англ.]
- Фронтир[англ.]
- Медик[англ.]
- Studio One

## Избранная фильмография в качестве актёра
- Они могли быть гигантами[англ.]

## Личная жизнь
Был женат на Френсис Фуллер. Их внучка — Рэйчел Майнер. Их сын Питер Майнер — американский продюсер.